# Yamamoto (Giappone)
Yamamoto (山元町?) è una cittadina giapponese della prefettura di Miyagi.